# سون کرامر
سون کرامر (هلندی: Sven Kramer؛ زادهٔ ۲۳ آوریل ۱۹۸۶) اسکیت‌باز سرعت اهل هلند است.